# Tinderbox
Tinderbox — сьомий студійний альбом англійського рок-гурту Siouxsie and the Banshees. Він був випущений 21 квітня 1986 року лейблами Wonderland і Polydor Records у Великій Британії та Geffen Records у США. Це була перша повноформатна робота гурту, записана з новим гітаристом Джоном Валентайном Карратерсом; до цього Карратерс додав лише кілька партій на мініальбомі 1984 року The Thorn. Перші сесії для запису альбому відбулися у Hansa by the Wall у Берліні у травні 1985 року.
Дві пісні були випущені як сингли між кінцем 1985 і початком 1986 року, «Cities in Dust» і «Candyman». Tinderbox посів 13 місце в UK Albums Chart і 88 місце в американському чарті Billboard 200.
PopMatters включив його до списку «12 найважливіших альтернативних рок-альбомів 1980-х», а виконавці альтернативного року, серед яких Біллі Гавердел з A Perfect Circle, Жан-Бенуа Дюнкель з Air та Рейчел Госвелл з Slowdive, посилаються на нього як на джерело натхнення.

## Трек-лист
Всі треки написані Siouxsie and the Banshees. Всі тексти написані Сьюзі Сью, окрім зазначених.
| Сторона 1 | Сторона 1            | Сторона 1  |
| #         | Назва                | Тривалість |
| --------- | -------------------- | ---------- |
| 1.        | «Candyman»           | 3:44       |
| 2.        | «The Sweetest Chill» | 4:07       |
| 3.        | «This Unrest»        | 6:21       |
| 4.        | «Cities in Dust»     | 3:51       |

| Сторона 2 | Сторона 2      | Сторона 2  |
| #         | Назва          | Тривалість |
| --------- | -------------- | ---------- |
| 5.        | «Cannons»      | 3:14       |
| 6.        | «Party's Fall» | 4:56       |
| 7.        | «92°»          | 6:02       |
| 8.        | «Lands End»    | 6:06       |
| 38:21     |                |            |

| Бонус-треки CD-видання 1986 року | Бонус-треки CD-видання 1986 року    | Бонус-треки CD-видання 1986 року | Бонус-треки CD-видання 1986 року |
| #                                | Назва                               | Автор слів                       | Тривалість                       |
| -------------------------------- | ----------------------------------- | -------------------------------- | -------------------------------- |
| 9.                               | «The Quarterdrawing of the Dog»     |                                  | 4:59                             |
| 10.                              | «An Execution»                      |                                  | 3:50                             |
| 11.                              | «Lullaby»                           | Стівен Северін                   | 3:33                             |
| 12.                              | «Umbrella»                          |                                  | 4:12                             |
| 13.                              | «Cities in Dust» (extended version) |                                  | 6:49                             |
| 61:44                            |                                     |                                  |                                  |

| Бонус-треки ремастированого CD-перевидання 2009 року | Бонус-треки ремастированого CD-перевидання 2009 року | Бонус-треки ремастированого CD-перевидання 2009 року | Бонус-треки ремастированого CD-перевидання 2009 року |
| #                                                    | Назва                                                | Автор слів                                           | Тривалість                                           |
| ---------------------------------------------------- | ---------------------------------------------------- | ---------------------------------------------------- | ---------------------------------------------------- |
| 9.                                                   | «Cities in Dust» (12″ Eruption mix)                  |                                                      | 6:51                                                 |
| 10.                                                  | «The Sweetest Chill» (Chris Kimsey 12″ remix)        |                                                      | 5:57                                                 |
| 11.                                                  | «Song from the Edge of the World» (JVC version)      | Северін                                              | 4:05                                                 |
| 12.                                                  | «Starcrossed Lovers» (demo)                          | Северін                                              | 4:07                                                 |
| 63:21                                                |                                                      |                                                      |                                                      |

## Персоналії

### Siouxsie and the Banshees
- Siouxsie and the Banshees — аранжування
- Сьюзі Сью — вокал
- Стівен Северін — електричний бас, клавішні
- Баджі — барабани, перкусія
- Джон Валентайн Карратерс — гітари, клавішні

### Технічний персонал
- Siouxsie and the Banshees — продюсування
- Стів Черчард — зведення (AIR Studios, грудень 1985)
- Нік Роббінс — асистент зведення
- Г'ю Джонс — запис (Hansa by the Wall, травень 1985)
- Джуліан Стенден — запис (Matrix, вересень 1985)

### Художнє оформлення
- Люсіль Гендберг — фото обкладинки
- Джо Лайонс — фото

## Чарти
| Чарт (1986)                                          | Пікова позиція |
| ---------------------------------------------------- | -------------- |
| Australian Albums (Kent Music Report)                | 97             |
| Нідерланди Dutch Albums (MegaCharts)                 | 51             |
| European Albums (Music & Media)                      | 50             |
| Нова Зеландія New Zealand Albums (Recorded Music NZ) | 34             |
| Швеція Swedish Albums (Sverigetopplistan)            | 32             |
| Велика Британія UK Albums (OCC)                      | 13             |
| US Billboard 200                                     | 88             |